# Bất biến luận

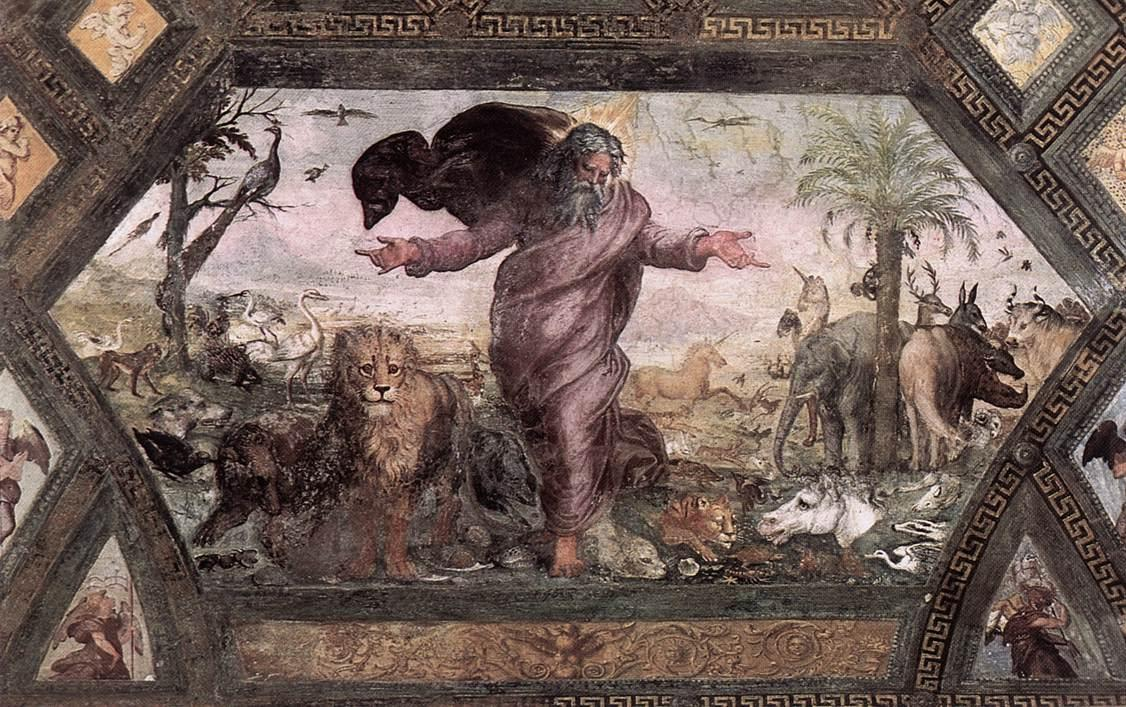
Bức họa "Tạo ra động vật" của Raphaël (1518-1519) mô tả: Đức Chúa Trời đến Trái đất đã làm cho tất cả các loài vật xuất hiện.

Bất biến luận (cũng gọi là thuyết bất biến) là quan niệm cho rằng tất cả các loài sinh vật hiện có trên Trái Đất về cơ bản vẫn không thay đổi (bất biến) kể từ khi được sáng tạo ra cho đến nay. Theo quan niệm này, các loài được lực lượng siêu nhiên tối cao (như đức Chúa trời, Thượng đế) tạo ra vẫn không thay đổi suốt từ khi được tạo ra, các hóa thạch là tàn tích của các loài sinh vật để lại là di tích của các trận lũ lụt trong Kinh thánh hoặc sự thay đổi của tự nhiên. Khái niệm này tương đương với các thuật ngữ nước ngoài là fijismo (tiếng Tây Ban Nha), fixisme (tiếng Pháp), fixism (tiếng Anh), v.v. và trái ngược hẳn với thuyết tiến hóa.
Quan niệm này đã tồn tại từ lâu trong lịch sử loài người, tận thế kỉ XVIII vẫn còn phổ biến. Cho đến thế kỉ XIX, quan niệm này đã sụp đổ hoàn toàn trong lý thuyết sinh học bởi sự ra đời và phát triển của tiến hóa luận.